# Experimentaclub
Experimentaclub es un festival de música electrónica y música experimental que se realiza anualmente en Madrid desde el año 2000 (exceptuando el año 2001). De 2000 a 2008 estuvo dirigido por el músico Javier Piñango y la también músico y micropoetisa Ajo, ambos estuvieron al frente de la discográfica Por Caridad Producciones y en el grupo Mil Dolores Pequeños. Desde 2009 la dirección del festival corre a cargo de Javier Piñango.
El festival ha tenido también una programación de poesía y polipoesía denominada primero Intervocálica y luego Yuxtaposiciones que desde 2009 está desligada del festival musical y cuya dirección fue asumida por Ajo.

## Experimentaclub'00
La primera edición del festival tuvo lugar el 30 de abril de 2000 y se prolongó durante el 1 y 2 de mayo en La Casa del Reloj (Madrid). Se presentó como una "amplia mirada a todas las vertientes de la música experimental de vanguardia" y se explicó la "experimentación" no como un "estilo" sino como "una actitud". La programación se construyó con músicos de rock, jazz, electrónica, improvisación y otras músicas. Formaron parte del cartel Mastretta, Scorecrackers, Destroy Mercedes, Mil Dolores Pequeños, Clara Gari, Carlos Gomez, José Manuel Berenguer y Óscar Abril Ascaso + Sedcontra, Raeo, Nubla Ignorant 3D, IPD, Most Significant Beat, Proyecto Mirage, DJ Morgana, Venerea, Nada (miembros de Manta Ray e IPD) y Beef.

## Experimentaclub'02
Tras un año de vacío, la primera edición de Experimentaclub en La Casa Encendida (centro de la obra social de Caja Madrid) se celebró del 16 al 20 de octubre. La búsqueda de nuevos lenguajes, la pasión por el riesgo y por encontrar otras formas de expresión fueron los protagonistas de este año. El cartel estaba compuesto por mouse on mars, scorn, scanner, norbert möslang & eRikm, pierre bastien, iury lech, eduardo polonio, agustí Fernández, koji asano, Nad Spiro, shantala, breuss-arrizabalaga quintet, wade matthews, a. bravo, n. gallego, abril padilla / graciela lopez, games addiction, proyecto mirage, dynamo, dj fred.tassy calm "réal chill-out...", justo bagüeste (ipd), blue
cnoi, djflossy, fernando mástil.
Los visuales (un ciclo de cine y vídeo) fueron producidos por visual-ex.

## Experimentaclub'03
En la tercera edición se introdujeron otras disciplinas artísticas más allá de la música: la poesía, cine y vídeo, en las que la búsqueda de nuevos lenguajes, la pasión por el riesgo y por encontrar otras formas de expresión son también protagonistas. Experimentaclub'03 se completó así con la presentación de Intervocálica.exp (polipoesía) y Visual-Ex (cine y vídeo experimental). El cartel estuvo compuesto por los conciertos de wire, tarwater, monolake, amm, felix kubin, kim cascone, jad fair & lumberob, schlammpeitziger, andreas tilliander, mikael stavöstrand, convolution, s.k.s. (serial killer sound), bálago, tres, dead capo, eduardo polonio, mastretta, f-on, krapoola, akasha, mike ibañez ('vietnam rose bit vox'), kris rotor, doctor professor munárriz, el gran patchinko (aka bruno galindo) y ruben cd + e. valiente (hypnotica / unidad rec).
La programación de Intervocálica.exp (poesía / polipoesía) fue Enric casasses, anne-james chaton, jordi teixidó, bartomeu ferrando, jörg piringer y dídac p. lagarriga.
Los visuales (cine y vídeo) fueron producidos por visual-ex.

## Experimentaclub'04
Este año la muestra de poesía tiene lugar unos días antes que los conciertos. Intervocálica.exp se celebró el 2 y el 3 de octubre. Experimentaclub tuvo lugar del 6 al 10 de octubre. Estos fueron los nombres del cartel: faust, tuxedomoon, kreidler, david shea, fennesz, so, jason forrest/donna summer, chris clark (visuales: matt burden), nova huta, manual felix kubin, pablo reche, the evolution control committee, io casino & vj edrok, strand, eli gras, les moines frères, Diego Manrique, djitter, dj amsia, immer moff, onda sonora radio, be turbio, anarqera, lost in heaven, tag magic's visual circus, mateuniverse.de, nikky schiller.
Los nombres que dieron forma a Intervocálica.exp (poesía / polipoesía) fueron John Giorno,  Accidents Polipoètics, Onophon, Tracy Slinter, Lesego Rampolokeng, Eduard Escoffet y el Niño Carajaula.
Los visuales (cine y vídeo) fueron producidos por visual-ex.

## Experimentaclub'05
Entre el 5 y el 9 de octubre se celebró en el año 2005 Experimentaclub. Con este cartel: psychic tv, richard h. kirk, to rococo rot , borbetomagus, pluramon, j.g. thirlwell (sesión especial dj), people like us, parker & lily, tujiko noriko, vert, orfeón gagarin, gert-jan prins, gameboyzz orchestra project, truna, alain wergifosse, victor nubla (sesión especial dj), a cunt on fmol, dargelos, aldo linares, emil (deli.kolder madrid / berlín), from 20 to 20000hz av/set, iván gómez-españa, f metamars, guillermo castaño, vjbastian.
Se introduce una novedad, el festival minúsculo, conciertos para pocas personas que se escuchan con auriculares. Participaron pablo rega,  nilo gallego,  ruth barberán y ferran fages.
Este año se realizan charlas sobre alternativas musicales con el nombre Ideas. Los temas son música comprimida, música reducida, música construida y música suprimida.

## Experimentaclub'06
Una nueva edición del festival vuelve a suceder en octubre, del 4 al 8. Este año tiene un marcado carácter industrial gracias a la participación de Whitehouse como cabezas de cartel. Completaron el mismo los grupos y dj's carter tutti, david thomas and pale gagarins, otomo yoshihide, chris cutler, keith rowe, dat politics, vladislav delay, philip jeck, rag-time (grimo + pierre bastien), augsburger tafelconfect, a*class, jorge haro, pap a rappper , incite/, Alfredo costa monteiro, nista nije nista, bruno & michel are smiling with skipperrr, peeesseye, william bennett (dj), tra$h converters, oriol rossell, jesús brotons, lost in heaven, elena cabrera, rafaël (+ tektun), iván gómez-españa y nikky schiller.
Vuelve a celebrarse el festival minúsculo con sonido de pablo rega, riccardo massari, ingar zach y wade matthews. Y vídeo de ruth barberán, elois s. + nicolas ferrier, zol y adolf alcañiz.
Ideas (charlas sobre alternativas musicales) se realizan sobre música grabada, música malexplicada, música aplicada y música plasmada.
También se realiza una exposición de aparatos titulada gramophonia.

## Experimentaclub'07
En 2007 el festival se realizó del 3 al 7 de octubre. El cartel estaba compuesto por JAMES CHANCE & LES CONTORSIONS,  MERZBOW, MOUSE ON MARS, TIM EXILE , DJ SCOTCH EGG, RADIAN, MANYFINGERS, O.LAMM, HYPO & EDH, SATANICPORNOCULTSHOP , ZORT, FRIKSTAILERS, CROSSBRED, COSMIC SHENGGY, 10, LOS CABALLOS DE DÜSSELDORF, JORGE CASTRO aka FISTERNNI, COOPTROL, FAKTOR BOSSAR (Tsukiko Amakawa & Markus Breuss), XABIER ERKIZIA, ILIOS, BASELINE. CUISINE, CONCRÈTE, DJ VALLELLANO / EUREKA, ANDRÉS ODDONE, JORGE HARO, CÉSAR ESTABIEL, DJ HIDRÁULICO + JAVIER DÍEZ , VJBASTIAN  y // [o_Ó]<<
Paralelamente se realizó [un]common sounds, una proyección y presentación a cargo de Xabier erkizia y dimitris kariofilis. La presentación de exp+limb0: Sudamérica electrónica, con una charla a cargo de Jorge Haro y Javier Piñango y una charla sobre japanoise a cargo de Oriol Rossell.

## Experimentaclub'08
En 2008 Experimentaclub, que se celebró del 2 al 5 de octubre, contó con Cluster, SoiSong, Gudrun Gut, Sachiko M · Komputer, Wilson Sukorski, Pink Twins, Aixònoéspànic, 1605munro, Rubén García, Félix Lazo, Durán Vázquez,
Sons Of Bronson, oe3+yaco, Jazznoize, Dynamo, Aldo Linares, DJ cinemaScope, Machines Désirantes y Things Happen.
Se realizó también una muestra de proyectos sonoros, la convocatoria Medialab-Prado AVLAB 1.0: Bri 2.0 · W_space...
En el apartado de conferencias y coloquios tuvo lugar Politrónica (conferencia de Oriol Rossell), La España electrónica de los 80 (conferencia de Andrés Noarbe) y La geografía del sonido (coloquio con Daniel Gonzalez, Jorge Haro y Rubén García, presentado por Javier Piñango).
También se realizaron los talleres Historia de la música electrónica (a cargo de Oriol Rossell) y Plunderphonics: reciclaje sonoro (a cargo de Anki Toner).

## Experimentaclub'09
Tuvo lugar del 2 al 4 de octubre de 2009 en La Casa Encendida de Madrid. El cartel está compuesto por Pram, Wolf Eyes, Pan.american, Charles Hayward, Fuck Buttons, Zombie Zombie, Sergi Jordà & Reactable, Arbol + Solu, Manuel Rocha Iturbide, Ricardo Arias, Carlos Suárez, Miguel A García, Mahmoud Refat, // [o_Ó]<< + _blank, Elena Cabrera, Machines Désirantes.

El festival realiza por primera vez una incursión en la escena electrónica del mundo árabe con la presencia del egipcio Mahmoud Refat.

También contará con un programa audiovisual, comisariado por Playtime Audiovisuales y que bajo el nombre de Resonancias Magnéticas proyectará obras de: Félix Fernández, Diegonante, Velasco Broca, Equipo Moral y Mia Makela.

El tema de este festival son los "audiotravellings" o las narrativas sonoras.

## Experimentaclub'10
La edición del año 2010 es el décimo aniversario y los programadores han querido centrar el festival en el tema de la memoria. El anuncio del cartel se realizó el 5 de julio de 2010, con los grupos Seefeel, E.A.R. (experimental audio research), KTL, Nadja, Carlos Giffoni, Bernhard Günter, Ghédalia Tazartès, Tarek Atoui, Livio Tragtenberg y Xesús Valle.
La extensión del cartel de este año está algo menguada respecto a años anteriores.
El músico y crítico barcelonés Roc Jiménez realiza un taller sobre ruido generativo, mientras que el madrileño Pablo Serret de Ena imparte uno sobre Instalación sonora colectiva.
Además, se anuncian tres conferencias: Ruido de superficie, el final de la música, una conferencia-audición realizada por el músico Anki Toner; Electrónica y memoria: revisitando sonidos, códigos y actitudes, un coloquio presentado y moderado por Elena Cabrera con la participación de Carlos Giffoni, Oriol Rossell y Javier Piñango; y Madrid experimental: crónicas del Espacio "P", un coloquio presentado y moderado por Miguel Álvarez-Fernández, con la participación de Juan Antonio Lleó, Karin Ohlenschläger y Rosa Galindo.